# Kastell Mainhardt

Der Vordere Limes mit dem älteren, westlicher gelegenen Neckar-Odenwald-Limes

Das Kastell Mainhardt ist ein römisches Kohortenkastell des Prinzipats am „Vorderen Limes“, einem Abschnitt des UNESCO-Weltkulturerbes „Obergermanisch-Raetischer Limes“ auf dem Gebiet der heutigen Gemeinde Mainhardt im Landkreis Schwäbisch Hall, Baden-Württemberg. Die wenigen noch sichtbaren und nicht überbauten Teile der Anlage im Bereich der örtlichen Schule sind frei zugänglich. Funde können im Römermuseum vor Ort besichtigt werden.

## Lage
Das Kastell liegt auf dem nach drei Seiten hin von Tälern eingefassten, sanft nach Norden geneigten Geländerücken des Riedel, rund 470 Meter über dem Meeresspiegel. Der Platz gewährte einen freien Ausblick nach Osten gegen den 320 bis 350 Meter von der Kastellfront entfernten Grenzwall, aber auch nach Westen und Norden. Verbindungswege bestanden zu den Kastellen in Öhringen und zu dem Kastell Murrhardt. Die Verbindung zum Hinterland wurde durch eine Straße an den früheren Standort der Kohorte in Walheim am Neckar gewährleistet. Die Lage war wenig siedlungsgünstig. Der Standort befindet sich unweit des heutigen Ortskerns und ist teilweise überbaut. Die nicht mehr sichtbare Ostseite verläuft etwa entlang der Hauptstraße, die Fundamente der Südwestecke sind konserviert und liegen im Bereich eines Schulgeländes.

## Forschungsgeschichte
Die Erforschung des Kastells begann bereits im 18. Jahrhundert durch den in Öhringen lebenden fürstlich-hohenlohischen Rat Christian Ernst Hanßelmann (1699–1776). Dass die Mauern und Wälle um den damaligen Ort Römerschanzen seien, war zum Zeitpunkt Hanßelmanns noch überliefert. Der Zustand war noch so gut, dass er ohne Grabungen eine korrekte Umrisszeichnung anfertigen konnte. Die Umwehrung stand noch 4 bis 4,5 Fuß aufrecht, und auf der Westseite war der Doppelwall noch gut zu erkennen. Er stellte seine Erkenntnisse in seinem 1768 erschienenen Werk über den Limes dar. Als im Jahr 1837 Mainhardter Bürger Steine aus der westlichen Umfassungsmauer brachen, um diese zum Hausbau wiederzuverwenden, bemühte sich der heimatforscherisch tätige Arzt Justinus Kerner (1786–1862) um ihre Bergung und konnte durch Benachrichtigung des Statistisch-topografischen Bureaus in Stuttgart die Durchführung einer Untersuchung, die allerdings nicht umfangreich war, anregen. Im Oktober des Jahres 1879 wurde durch den württembergischen Landeskonservator Eduard Paulus (1837–1907) eine Ausgrabung angesetzt. Dabei kamen beiden Flanken und die Dekumanfront des Kastells ans Licht, außerdem wurden die Porta dextra und die Porta decumana untersucht sowie Teile der Principia (damals als Prätorium angesehen) mit dem Fahnenheiligtum. Die Reichs-Limeskommission erweiterte durch Grabungen im Jahr 1893 unter der Leitung des zuständigen Streckenkommissars Adolf Mettler (1865–1938) die damals gewonnenen Erkenntnisse. Die erstmals 1909 veröffentlichten Untersuchungen Mettlers galten vor allem der Umfassungsmauer, den Toren und Zwischentürmen. Von den Innenbauten der Principia wurde nur der westliche Teil durch schmale Grabungsschnitte untersucht.

## Baugeschichte

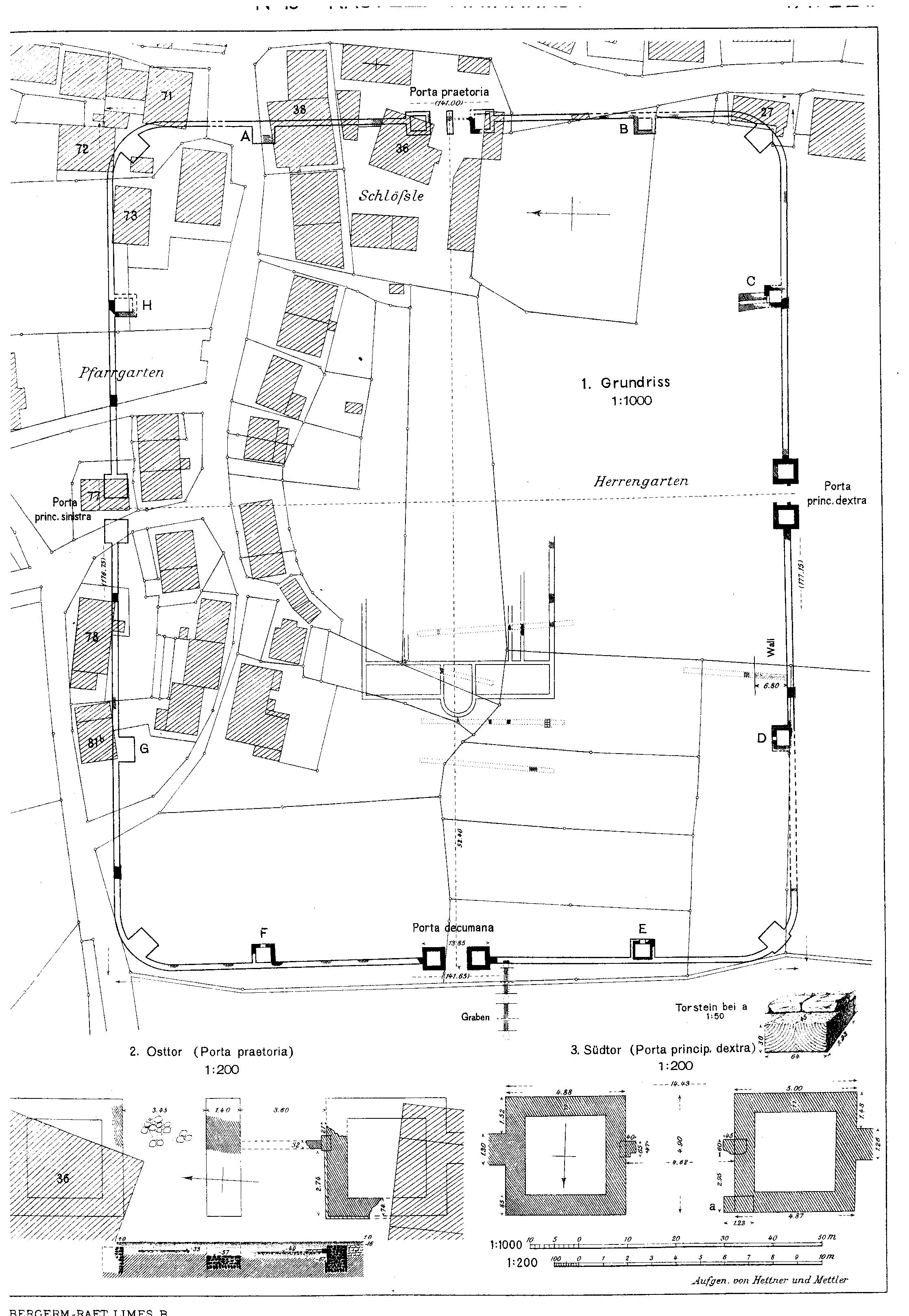
Grundriss und Details des Kastells in Mainhardt 1893

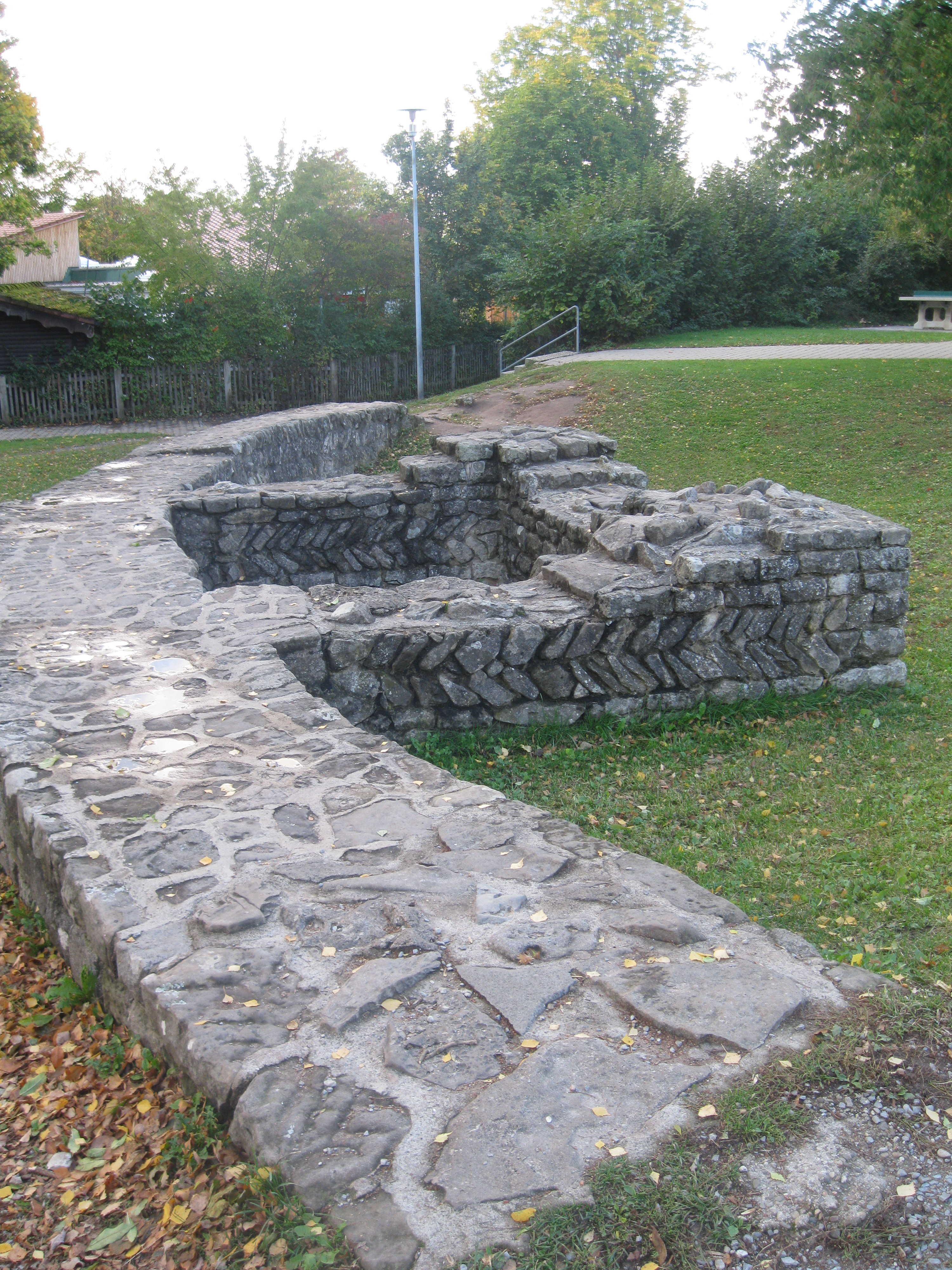
Südwestmauer des Kastells im Schulgelände mit rechteckigem Fundament eines Zwischenturms

Die Errichtung des Kastells geschah im Zusammenhang mit der Vorverlegung der älteren Odenwald-Neckarlinie an die vordere Limeslinie, die um 159/160 n. Chr. stattgefunden haben muss. Die Verlegung der Kohorten an den neuen vorgeschobenen Kastellstandort muss um etwa 160 n. Chr. stattgefunden haben. Das Vorgängerkastell war das Kastell Walheim am Neckar. Dort war die in Mainhardt nachgewiesene Einheit, die Cohors I Asturum equitata (Erste teilberittene Kohorte der Asturer), ursprünglich stationiert. Der Limesabschnitt von Walldürn bis zum Haghof, an dem das Kastell liegt, zieht sich schnurgerade durch die Landschaft und nimmt keinerlei Rücksicht auf das Gelände. Ähnlich wie an anderen Limesstandorten war dem größeren Kohortenkastell ein kleineres Kastell, das Kleinkastell Mainhardt-Ost, mit der Funktion der unmittelbaren Grenzsicherung vorgelagert.

### Umwehrung
Als während der ersten Hälfte des 19. Jahrhunderts die bis dahin gut erhaltene Kastellumwehrung im Westen abgebrochen wurde, fand sich eine Bauinschrift der in Mainz stationierten Legio XXII Primigenia, die demnach an den Bauarbeiten beteiligt war. Diese Tatsache lässt sich auch an den Nachbarkastellen bezeugen. Bei der Ausgrabung eines Zwischenturms im Jahr 2000 zeigte sich in der Berme zwischen den Gräben der Befund einer Palisadenreihe aus massiven Holzpfosten, möglicherweise ein Hinweis auf ein in Holzbauweise errichtetes Vorgängerkastell. Zu der Umwehrung gehörten auch zwei etwa sieben Meter breite Spitzgräben, die etwa einen Meter vor der Umfassungsmauer angelegt waren.
Die vier Kastelltore waren von je zwei vorspringenden Türmen flankiert. Nur das Ausfalltor im Osten, die Porta praetoria, hatte zwei Durchfahrten. Die Umwehrung war in Stein aus zweischaligem, etwa 1,25 Meter starkem Gussmauerwerk aufgeführt. Die Mauern bestanden, wie die Grabungen ergaben, aus wenig qualitätvollem Stubensandstein. Die äußere Mauerschale aus roh zugerichteten Bruchsteinquadern war ursprünglich weiß verputzt, während die innere Mauerschale aus abwechselnd lagenweise und fischgrätig gesetztem Mauerwerk (Opus-spicatum-Technik) bestand. Die Umwehrung beinhaltete auch Eck- und Zwischentürme. Die Zwischentürme ragten um eine Steinreihe nach außen über die Mauer hinaus, auf ihrer Rückseite lagen Türöffnungen. Außerdem war die Steinmauer auf der Innenseite mit einem Erdwall hinterfüttert.

### Innenbebauung
Die Innenbebauung weist mindestens zwei Bauphasen auf. Verschiedene Schwellbalken und Pfostenstellungen ließen sich nachweisen, wenn auch ein Grundriss fehlt. Im Wallfuß der Wehrmauer wurden fünf große Backöfen mit sorgfältig gesetzten Sandsteinplatten nachgewiesen. Diese Öfen wurden ursprünglich durch Holzdächern geschützt, worauf Spuren der hölzernen Konstruktionen hinweisen. Die im Durchmesser etwa 1,50 bis 1,80 Meter großen Öfen standen entlang der Via sagularis (Lagerrandstraße). Hier wurde möglicherweise das übliche Fladenbrot hergestellt. Von den kleineren Herdstellen in den Mannschaftsbaracken unterschieden sie sich erheblich. Hier gelang erstmals der Nachweis dieses Backofentyps am südlichen obergermanischen Limes.

## Truppe
Durch Inschriften auf Weihesteinen und durch eine Grabinschrift ist belegt, dass nach Mainhardt eine teilberittene Grenzschutzabteilung, die Cohors I Asturum equitata, mit einer Stärke von etwa 500 Mann detachiert wurde. Diese Truppe war vor ihrer Vorverlegung vom Neckarlimes an die jüngere Limeslinie in Walheim am Neckar stationiert. Wie durch den Namen der Einheit nachgewiesen ist, war sie ursprünglich aus dem genannten Volksstamm im Nordwesten der iberischen Halbinsel rekrutiert worden. Zum Zeitpunkt der Kasernierung in Mainhardt setzte sie sich vermutlich aus Rekruten des Umlandes oder von weiter entfernten Reichsteilen zusammen. Durch Schriftzeugnisse belegt sind Truppenangehörige aus Gallien und Dalmatien. Vermutlich wurde die Abteilung bereits unter Kaiser Septimius Severus nach Großbritannien verlegt, wo sie seit Mitte des 3. Jahrhunderts bezeugt ist. Es ist nicht bekannt, welcher Verband nach dem Abzug der Asturerkohorte in Mainhardt stationiert wurde.

## Weihebezirk
Etwas abseits zwischen Kastell und Limes befand sich wohl beim Exerzierplatz eine Kultstätte, eventuell im Zusammenhang mit einem nahen Quellhorizont. Zwischen 1944 und 1950 konnten neun Jupiter-Weihesteine geborgen werden. Diese Altäre aus lockerem Stubensandstein wurden nicht von Einzelpersonen, sondern von der Truppe errichtet. Wie der Archäologe Dietwulf Baatz (1928–2021) meinte, wurden diese alljährlich bei Wiederkehr des Jahrestages des Regierungsantritts des Kaisers oder zu Neujahr in einem feierlichen Akt aufgestellt. Von Zeit zu Zeit musste für neue Altäre Platz geschaffen werden, und so seien jeweils die ältesten Altäre an den späteren Fundstellen sorgfältig bestattet worden. Drei dort ebenfalls entdeckte Matronenreliefs verraten einen starken keltisch-germanischen Einfluss in der Götterverehrung, ebenso wie auch ein im Jahr 2000 im äußeren Kastellgraben entdeckter Altar mit der Darstellung eines dreihörnigen Stieres, der nicht selten im gallo-römischen Fundkontext auftaucht und beispielsweise auch aus dem Kastell Köngen bekannt ist.

## Zivilsiedlung
Das Lagerdorf (Vicus) befand sich südwestlich des Kastells in der Flur Steinbühl. Beim Bau des neuen Sportplatzes und der Schulgebäude in der zweiten Hälfte des 20. Jahrhunderts wurden insgesamt zehn zum Lagerdorf gehörende Keller ausgegraben. Alles deutet auf die für damalige Lagerdörfer charakteristische Bebauung mit langschmalen Streifenhäusern hin, die sich hier wohl strahlenförmig entlang einer Ringstraße befanden, die südlich um das Kastell führte. Bei einer Rettungsgrabung im Jahr 1987 konnte unter anderem ein 7,40 Meter breites Holzgebäude in Schwellbalkenbauweise über die Länge von 14 m verfolgt werden. Ein Brunnen des Lagerdorfes wurde im Jahr 1979 untersucht. Das im Jahr 2000 entdeckte kleine Altärchen, das auf der Schauseite eine Person im Kapuzenmantel, wohl eine Opferschale haltend, und daneben einen dreigehörnten Stier zeigt, scheint gallische Einflüsse zu belegen.  1967 entdeckte man einen Weihestein des Jahres 181 n. Chr., der die Anwesenheit von Benefiziariern belegt. Hanßelmann berichtete zwar von Grabfunden im Jahr 1630, doch ist Näheres dazu nicht bekannt. Auch der Standort des Kastellbades ist bisher unbekannt.

## Vegetation
Im Jahr 1979 konnte die Verfüllung eines Brunnens im ehemaligen Lagerdorf näher untersucht werden. Aufgrund der Nachweise konnten folgende Kulturpflanzen nachgewiesen werden: als Getreide Dinkel, Emmer, Gerste und Rispenhirse, als Gewürz, Ölfrucht oder Arznei der Schlafmohn, ferner Walnuss und Feigen. An Sammelpflanzen ließen sich Haselnüsse, Him- und Brombeeren, Walderdbeeren, Äpfel und Bucheckern feststellen. Anhand der Zusammensetzung der Unkräuter konnte postuliert werden, dass Wirtschaftswiesen oder -weiden vorhanden gewesen sein müssen. Im Mistanteil der Brunnenfüllung konnte allerdings kein Rindermist nachgewiesen werden, so dass die Beweidung vermutlich eher durch Pferde, Ziegen und Schafe geschah. Anhand der Holzbestandteile wurde deutlich, dass im Gebiet von Mainhardt zur Römerzeit ein Buchen-Eichen-Mischwald vorgeherrscht haben muss, mit einem nur geringen Anteil an Tanne und zahlreichen anderen Laubgehölzen.

## Fundverbleib

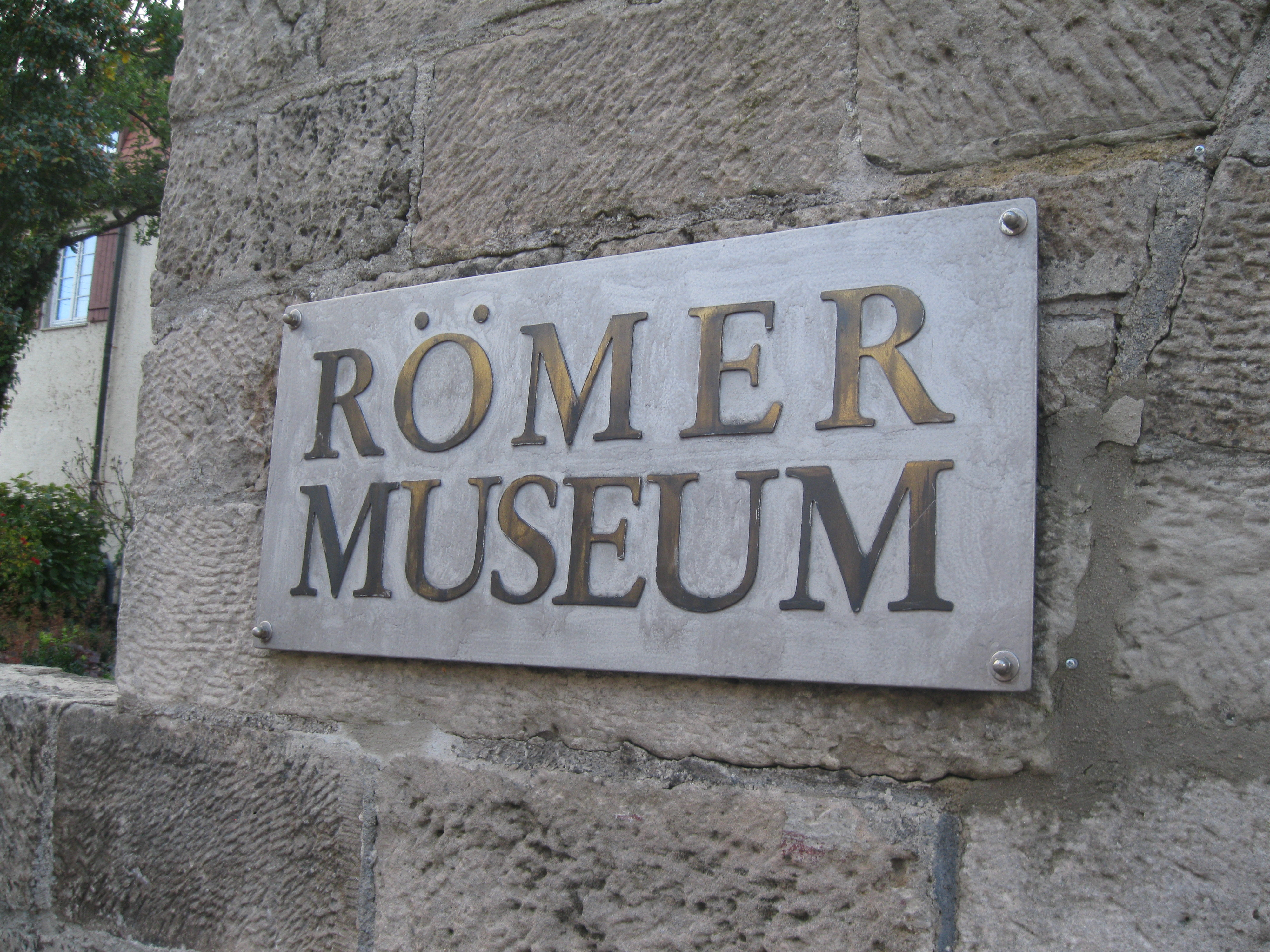
Hinweistafel zum Römermuseum Mainhardt

Einige interessante Inschriftsteine und Funde sind im örtlichen Römermuseum ausgestellt. Es befindet sich seit 1987 in der katholischen Kapelle Maria Krönung, die im Jahr 1782 durch die Grafen von Hohenlohe-Bartenstein errichtet wurde und bis 1963 dem Gottesdienst der katholischen Kirchengemeinde diente. Im Jahre 1977 ging die Kapelle in den Besitz der Kommune über. Sie befindet sich im Bereich des ehemaligen Haupttores des Kastells, der Porta praetoria, die sich am Standort des heutigen Schlosshofs befand. Zu den Exponaten gehören die oben erwähnten Weihealtäre für Jupiter Optimus Maximus, aber auch zahlreiche andere Fundstücke, die die Zeit der römischen Besatzung in Mainhardt dokumentieren. Seit 2004 wurde die Einrichtung neu konzipiert und in Themenbereiche untergliedert. Die regulären Öffnungszeiten beschränken sich auf die Sonn- und Feiertage einiger Monate im Jahr. Allerdings kann der Schlüssel der Kapelle an Werktagen in einem nahe gelegenen Geschäft ausgeliehen werden.

## Denkmalschutz
Das Bodendenkmal ist als eingetragenes Kulturdenkmal im Sinne des Denkmalschutzgesetzes des Landes Baden-Württemberg (DSchG) geschützt. Nachforschungen und gezieltes Sammeln von Funden sind genehmigungspflichtig. Zufallsfunde sind an die Denkmalbehörden zu melden.